# HKPD Silvije Strahimir Kranjčević (Bereg)
Hrvatsko kulturno-umjetničko društvo «Silvije Strahimir Kranjčević» je kulturno-umjetničko društvo vojvođanskih Hrvata iz Berega.

## Organizacija
Sjedište je u Beregu,  Jugoslavenska 21. Predsjednik je Milorad Stojnić. Društvo ima literarnu, tamburašku i folklornu sekciju. 

## Povijest
Korijen HKPD-a je KUD "Seljačka sloga" (mjesnoj organizaciji Hrvatske seljačke sloge) osnovano 1927. godine. Kranjčević' je najstarije hrvatsko društvo u bačkom Podunavlju. Neprekidno djeluje od 1947. godine. Inicijatori formiranja samostalnog kulturnog društva pod nazivom Hrvatsko kulturno društvo u Bačkom Bregu bili su Matija Tucakov, Eva Jakšić, Josip Andrašić, Matija Kolar – Knez, Kata Kulišić i Marin Tomašev – Mađenta, a osnivačka skupština je održana 5. VIII. 1947. Prvi predsjednik je bio Matija Sitarić, a tajnik Matija Jelić. Pravila Društva su potpisali predlagači Šima Rica, Marin Dekić, Marin Radičev, Martin Balažev, Antun Gorjanac, Mika Ivošev, Matija Mrvičin, Ivan Sudar, Matija Kolar – Knez i Lazar Tomašev. Nastalo je kao posljedica kulturne politike poslijeratnih vlasti i višegodišnjih aktivnosti mjesnih kulturnih pregalaca. Neposredni je pravni sljednik poslijeratnog Hrvatskog kulturnog društva iz Berega. Poslije rata nacionalizirana je zgrada mjesnoga gostioničara Adama Heima za potrebe doma kulture, a pod imenom Hrvatski kulturni dom. Uzgradu je ubrzo nasilno useljen gostioničar (današnja stara zgrada Dobrovoljnog vatrogasnog društva), a aktivnost hrvatskoga društva prenesena je u nacionaliziranu zgradu Adama Amberga, gostioničara i pekara. Zgrada je adaptirana u Omladinski kulturni dom, koji je Društvo sukoristilo do 1965. godine. Nakon manje od dvije godine uspješna rada, Društvo je zbog dekroatizacije Bačke i političkih pritisaka moralo promijeniti ime u Kulturno-prosvetno društvo, pod kojim je djelovalo do 1952. kada se ponovno moralo registrirati. Izabrano je ime pjesnika Silvija Strahimira Kranjčevića, a uzeto je na redovitoj skupštini 7. II., na inicijativu Eve Jakšić (sestre pjesnika Ante Jakšića), tadašnje ravnateljice škole i Društvo se tad prozvalo Kulturno-prosvetno društvo Silvije Kranjčević. Od 1998. godine svake godine organizira manifestaciju "Šokačko prelo". i "Mikine dane" s likovnom kolonijom.1998. je i podignuta ljetna pozornica i spomenik Miki Ivoševu u prirodnoj veličini. Zgrada Doma je renovirana 2002. godine. 2004. je postavilo spomen-ploču na rodnu kuću pjesnika Ante Jakšića. Liberalizacijama u Srbiji stvorili su se uvjeti za povrat hrvatskog predznaka.  25. siječnja 2004. društvu je vraćen hrvatski atribut i u naziv je dodano ime Strahimir, te od onda nosi ime Hrvatsko kulturno-prosvetno društvo Silvije Strahimir Kranjčević. Premda je službeno ime društvo na srpskome, u praksi se služe hrvatskim oblikom svojega imena. God. 2005. izdana je monografija Društva. 2018. godine kupili su kuću u kojoj je Kranjčević otvorio Šokačku kuću. Potporu je dao Središnji državno ured za Hrvate izvan Republike Hrvatske. Novac su dobili na natječaju i namjenski ga upotrijebili za kupnju kuće. Nedostajući novac za plaćanje poreza darovao je bereški župnik Davor Kovačević. Šokačka kuća opremljena je kao etno kuća. HKPD namjerava u njoj priređivati i svoje programe, kao što su književne večeri i ostale sadržaje. Planiraju izgraditi i ljetnjikovac za oko 50 osoba. Namjera je otkupiti kuću književnika Ante Jakšića od njegove kćeri, koja je u Tunisu ili Alžiru. Književnikova kuća je pored kuće gdje je HKPD Kranjčević i sa Šokačkom kućom činila bi jedinstvenu cjelinu. HKPD Silvije Strahimir Kranjčević je uspostavio sveze s Klisom u Splitsko-dalmatinskoj županiji, gradićem odakle su preci ovdašnjih Hrvata. 2019. godinu žele obilježiti kao godinu 700 godina Berega, jer se Bereg prvi put spominje 1319. godine. Društvom su kroz povijest predsjedavali Matija Sitarić, Marin Tomašev – Mađenta (u više mandata), Mika Ivošev – Taca (sin svirača Mike Ivoševa), Matija Kolar – Knez, Niko Krišto, Stipan Jelić, Marko Ilić, Adam Tubić, Stipan Katačić i Tamara Lerić, dok je počasni predsjednik Joza Kolar.

## Manifestacije
Društvo organizira ove manifestacije: Šokačko prelo u veljači, koje je od regionalnog značaja, Mikine dane tijekom lipnja, koje su od pokrajinskog odnosno međunarodnog značaja, U susret sv. Nikoli na 6. prosinca koji je od regionalnog značaja i Božićni koncert u prosincu, koji je od lokalnog značaja.

## Vanjske poveznice
- Facebook